# Chiesa di Santo Stefano (Oschiri)
La chiesa di Santo Stefano è un edificio religioso situato ad Oschiri, centro abitato della Sardegna settentrionale. Consacrata al culto cattolico, fa parte della parrocchia dell'Immacolata, diocesi di Ozieri.

La costruzione della chiesa inizia nel 1492 e viene consacrata dal vescovo di Castro Attone nel 1504. Restaurata alla fine del secolo scorso, presenta una navata unica con copertura lignea.
L'edificio è ubicato a qualche chilometro dal centro abitato, di fronte al cosiddetto altare rupestre di Santo Stefano, una piccola parete di roccia granitica nella quale sono scolpite in sequenza una serie di nicchie di forma triangolare e quadrangolare, le cui datazione e funzione sono oggetto di dibattito.